# Cerro Tunduqueral
El cerro Tunduqueral es un cerro ubicado en el valle de Uspallata, provincia de Mendoza, Argentina. Se considera un lugar sagrado por los antiguos habitantes de pueblos originarios, quienes realizaban rituales, dejando registros en forma de petroglifos. Fue para la cultura Huarpe un lugar donde se realizaban ceremonias, peticiones y agradecimientos a sus tres dioses: el sol, la tierra y el aire. Allí también las mujeres celebraban rituales femeninos.

## El lugar
Emplazado en un área que se encuentra aproximadamente a un kilómetro y medio hacia el oeste desde la ruta provincial 52, en medio del tramo que va desde Uspallata hacia Minas de Paramillos, se encuentra el cerro Tunduqueral.
Su nombre hace referencia al «tunduque» (Ctenomys mendocinus) es una especie de roedor histricomorfo de la familia Ctenomyidae endémica de Argentina que habita la zona.
Sobre varias de las piedras que están en la parte más baja del cerro se encuentran varios petroglifos, con diversas figuras como máscaras, animales y figuras humanoides.
Estos grupos de petroglifos fueron descubiertos en 1957 y relevados en 1958 por Schobinger, quien investigó el lugar y lo documentó en su libro «Representaciones de máscaras en los petróglifos del Occidente Argentino» y en otras obras.

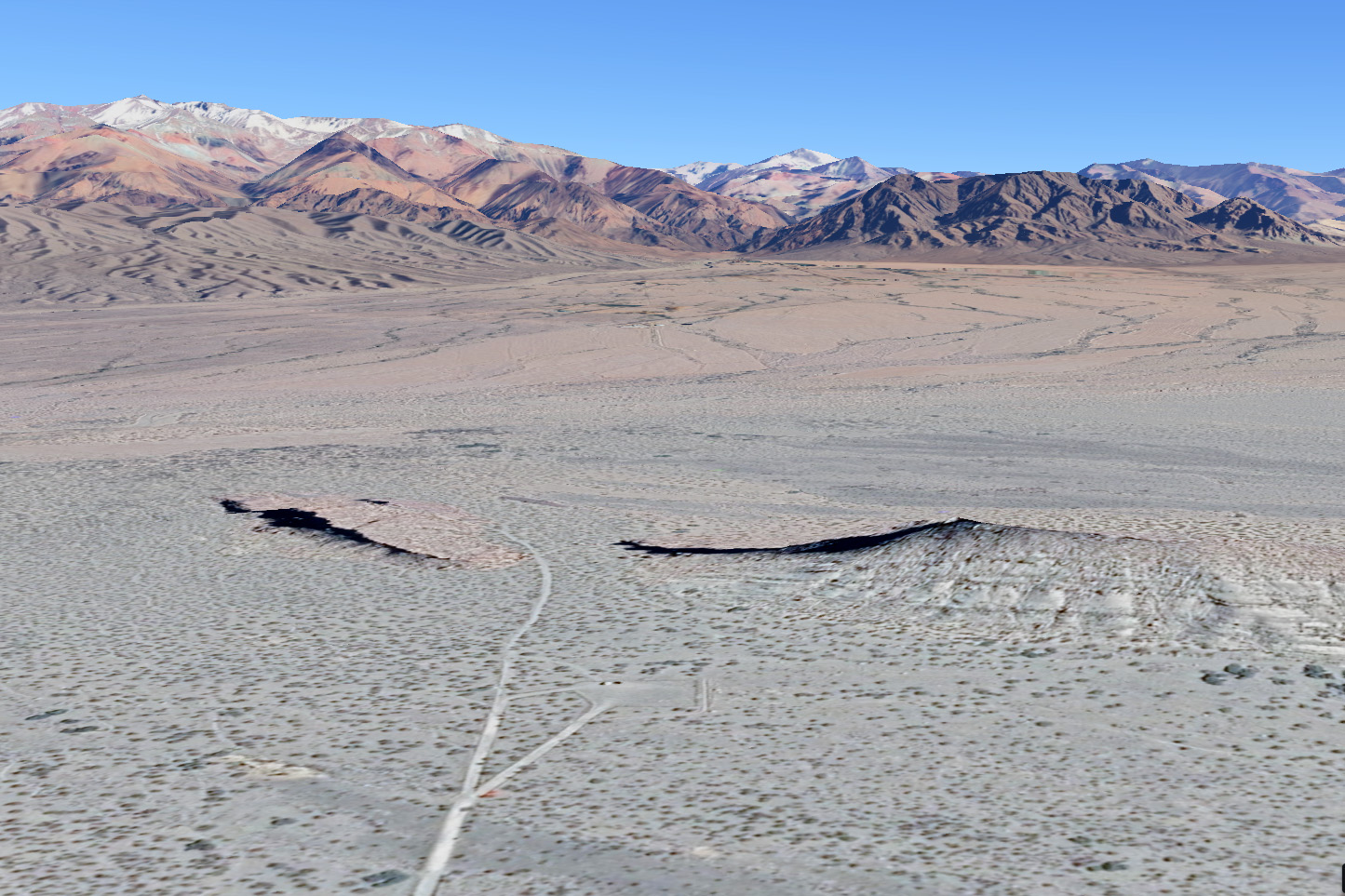
Vista de Google Maps

El lugar es accesible por automóvil en una parte del tramo hasta un lugar destinado a estacionamiento, y desde allí caminando por un sendero marcado con piedras hacia los lados, hasta el mismo cerro.
El recorrido engalanado de jarillas, pichanillas y pequeñas hierbas, entre las que asoma una muña en flor, transmite calma y plenitud.
Una escalera de madera permite llegar hasta el lugar donde están los petróglifos brindando al mismo tiempo una magnífica vista hacia el glacis que lo rodea y las montañas de la Cordillera de los Andes.
El cerro Tunduqueral fue declarado Patrimonio Cultural Provincial y Zona de Preservación y Conservación Patrimonial por la Municipalidad de Las Heras, Mendoza.

## Habitantes ancestrales
Las investigaciones realizadas por Rusconi y Schobinger descubrieron la presencia de grupos agroalfareros tempranos.

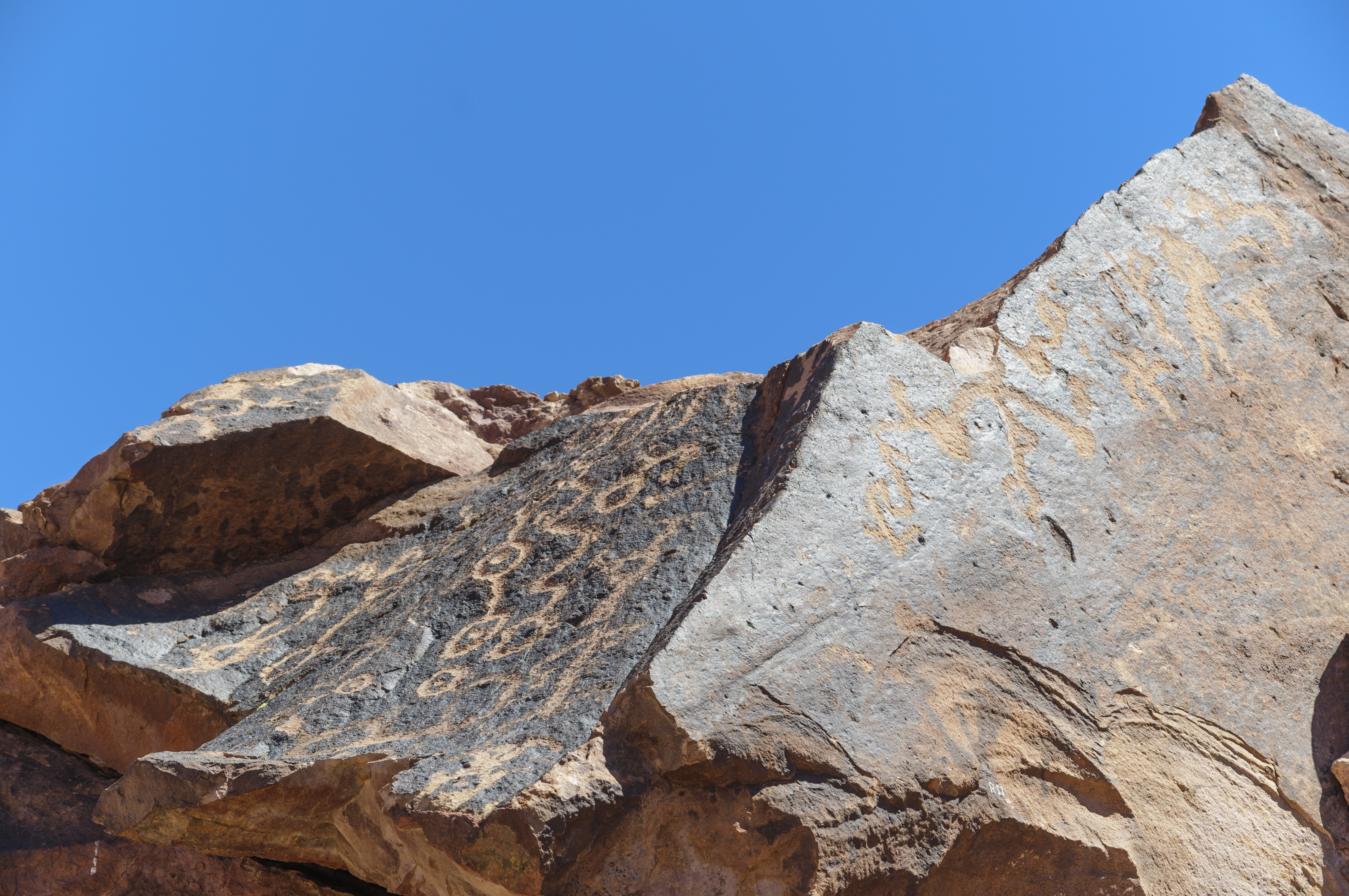
Petróglifos sobre el «barniz del desierto»

No habiendo nada que indique su pertenencia [de los petroglifos] a las etapas precerámicas, deben ser atribuidos a las culturas agroalfareras posteriores a la de Ansilta, es decir posteriores al siglo IV en el norte de San Juan, y al siglo V o VI en el sur de esta provincia y sus respectivas zonas limítrofes. Se trata de los grupos […] de Uspallata-Agrelo en el sector sur, que en conjunto llegan hasta el siglo XV. No hay petroglifos atribuibles al periodo de conquista de los incas (1475-1535) […]. (Schobinger 2009b: 53)  

## Petroglifo
Los petroglifos son diseños que se realizaron mediante percusión, rayado o desgaste de la superficie de las piedras, con representaciones de formas humanas, animales, máscaras y otros objetos cuyo significado están en constante estudio basado en la historia y contexto. En algunos casos estos se realizaron en zonas donde se cubrió con una sustancia oscura de formación natural, conocida como «barniz desértico» y se encuentran en diversos soportes del área
De acuerdo con las investigaciones de Juan Schobinger, estas representaciones serían atribuibles a rituales realizados en el lugar considerado como sagrado.Existen diversidad de representaciones entre las que notablemente lo que parece ser una máscara. Uno de los medios de materialización de lo divino es la máscara, entendida primordialmente como encarnación de seres o fuerzas suprasensibles

## Rituales
En este lugar sagrado donde se realizaban rituales haciendo referencia a sus tres dioses: el sol, la tierra y el aire. Allí también las mujeres celebraban rituales femeninos.
Estos rituales quedaron plasmados a lo largo del tiempo a través de numerosos petroglifos, figuras grabadas en las rocas con más de 1000 años de antigüedad.

## Galería

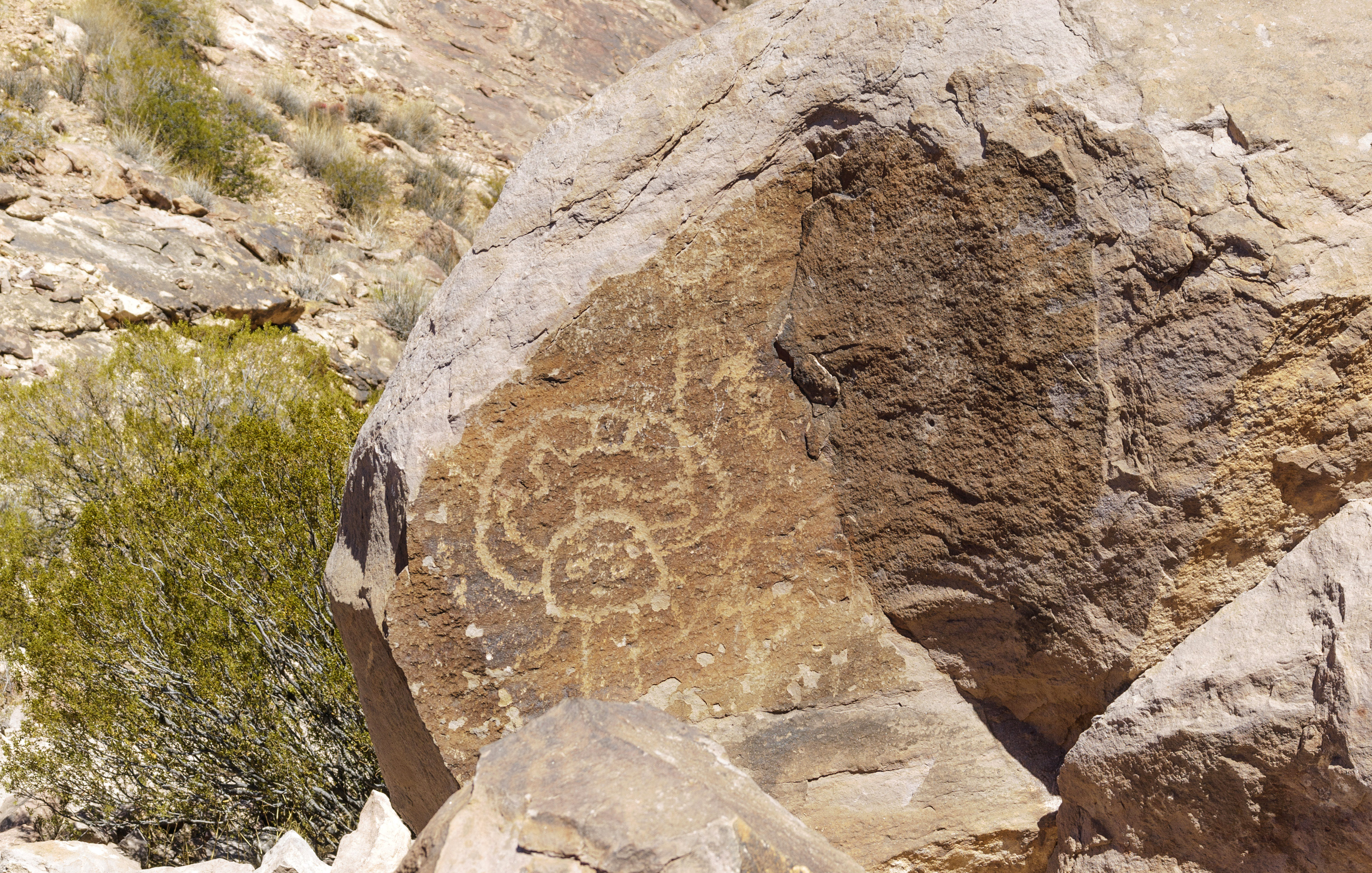
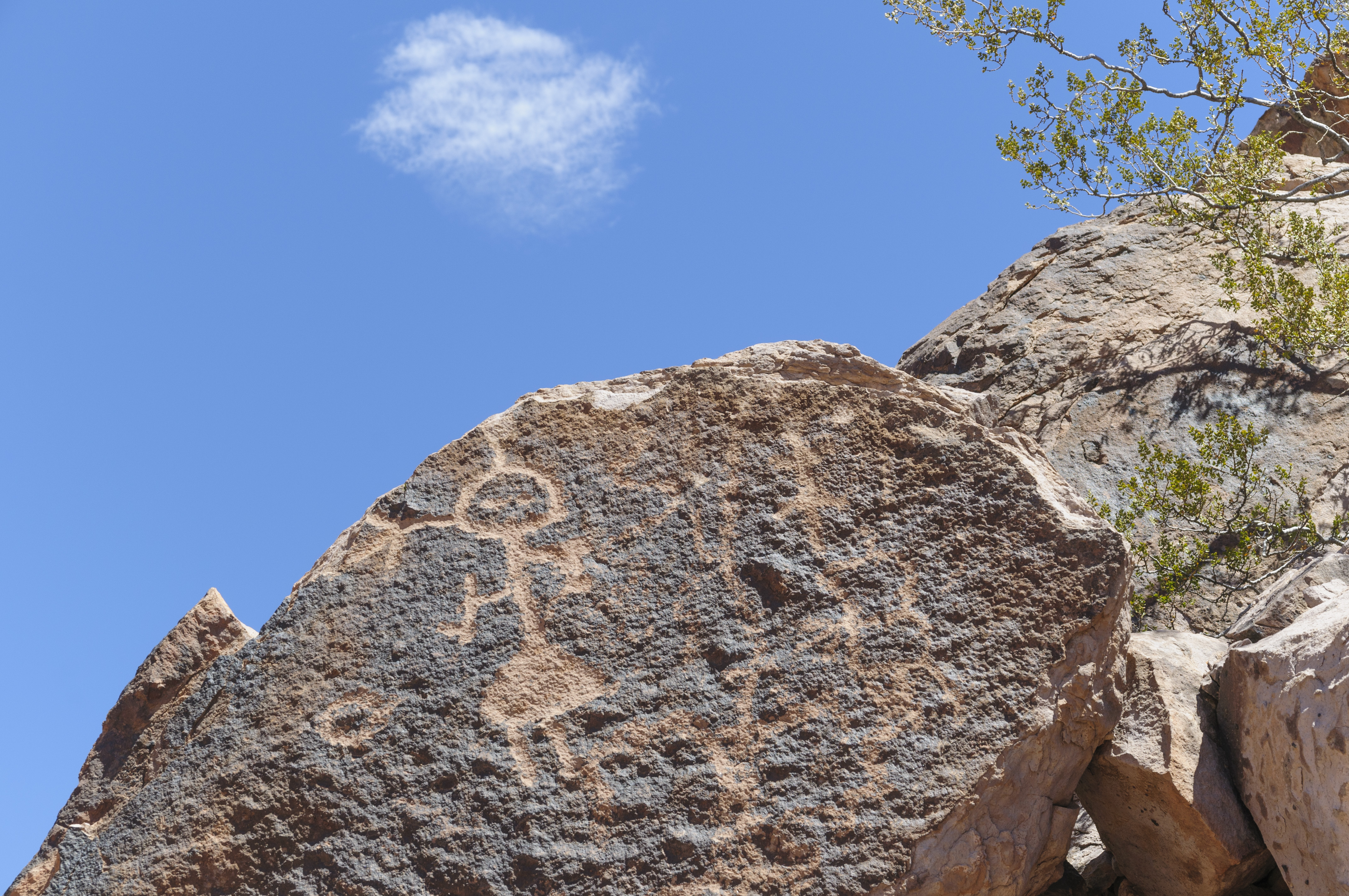
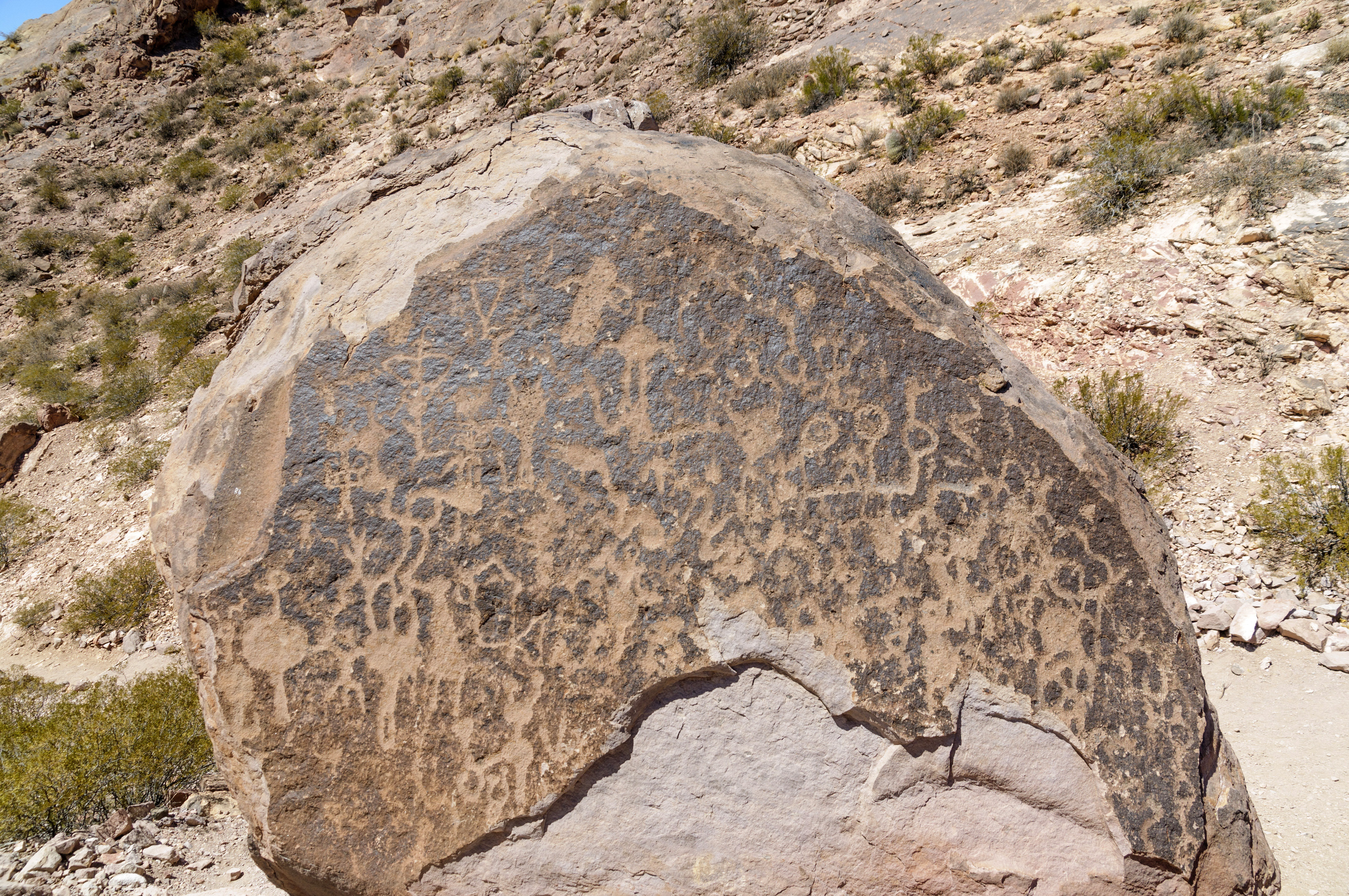
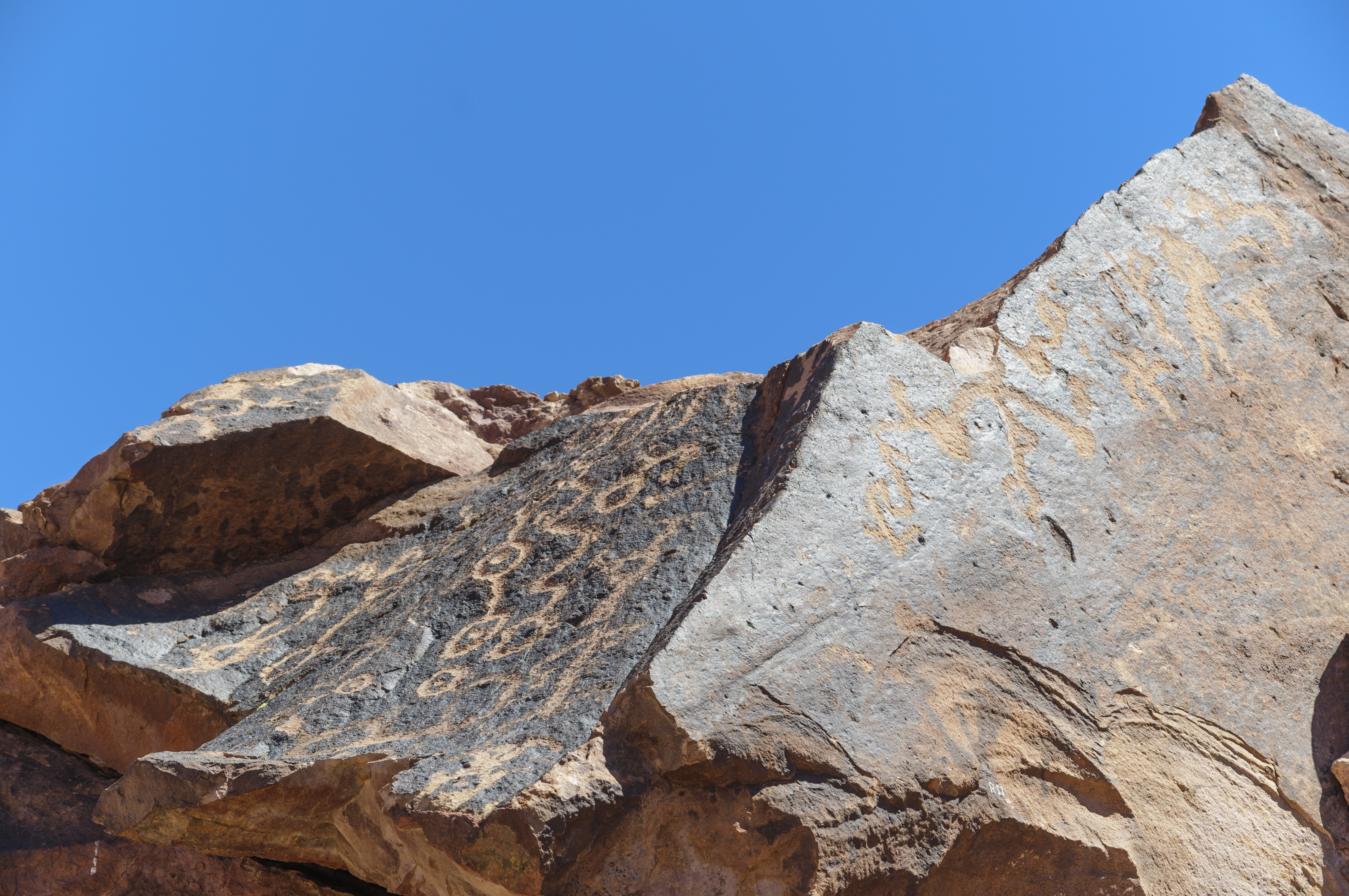
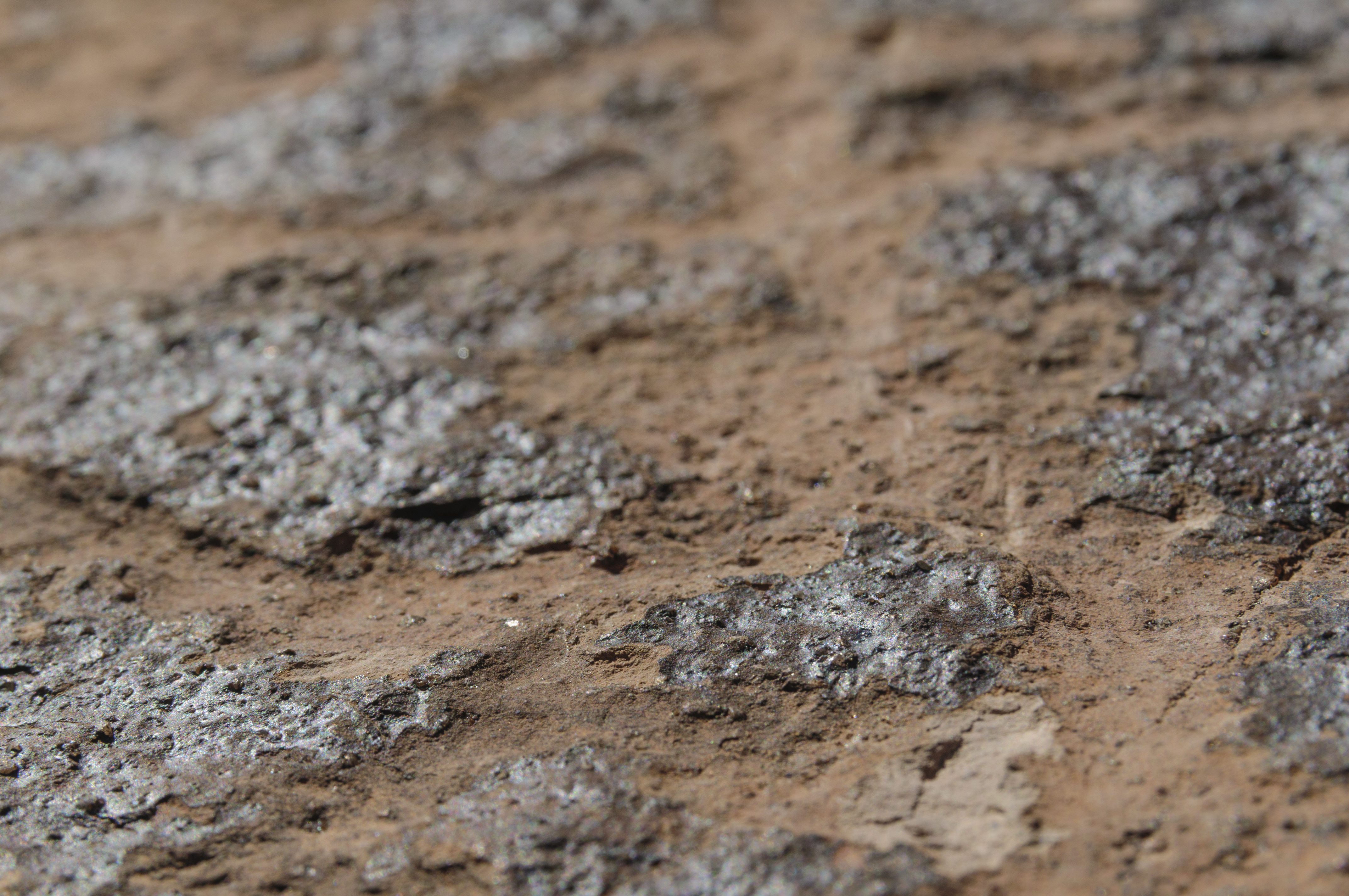
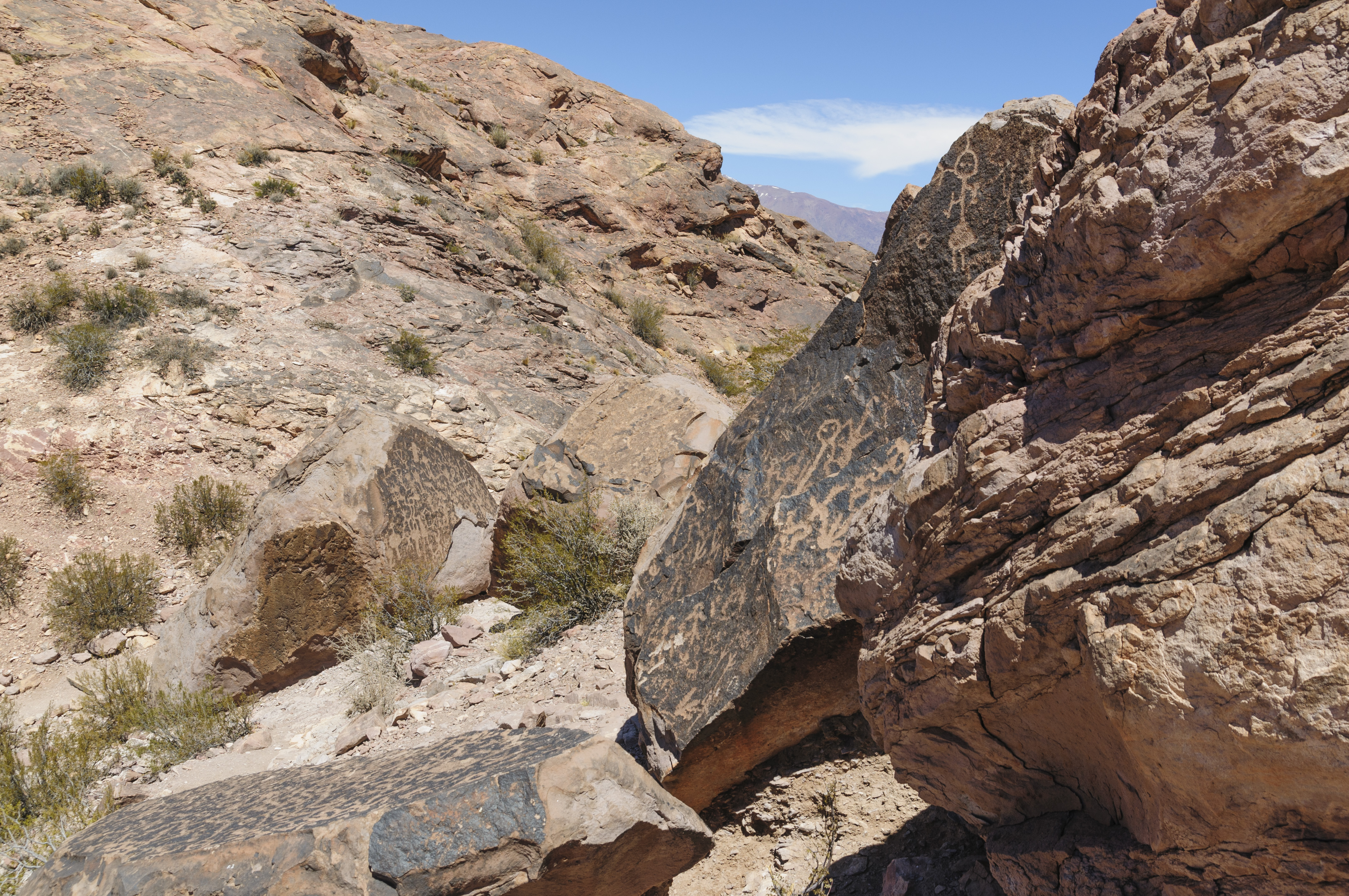